# Ławica Rønne
Ławica Rønne – ławica na Morzu Bałtyckim, leżąca na duńskich wodach terytorialnych na południowy zachód od wyspy Bornholm. Wraz z Ławicą Orlą (z którą jest bezpośrednio połączona) stanowi jedno z najpłytszych miejsc na południowym Bałtyku.
Na ławicy powstaje farma wiatrowa. Część ławicy jest objęta obszarem Natura 2000.